# Vladimír Zikmund (technik)
 Vladimír Zikmund (* 20. ledna 1955 Semily) je český technik a činovník Českobratrské církve evangelické.

## Život
Vyrůstal jako třetí ze sedmi dětí, do věku tří let žil v Semilech, do školy začal chodit ve Varnsdorfu. Od páté třídy žil na Vsetíně. Jeho otec byl lékařem. Vystudoval gymnázium a poté strojní fakultu ČVUT. Po škole, od roku 1980, pracoval v Brně ve vývoji valivých ložisek, nejprve jako zaměstnanec Výzkumného ústavu pro valivá ložiska, po privatizaci ve společnosti ZKL – Výzkum a vývoj, a. s. jako konstruktér, od roku 2000 tamtéž jako výkonný ředitel. V květnu 2015 byl zvolen synodním kurátorem Českobratrské církve evangelické a kvůli nástupu do této funkce v listopadu 2015 odešel ze svého dosavadního zaměstnání.

### Práce v církvi
Je členem farního sboru v Husovicích, ale aktivní býval také ve sboru Brno II. V roce 1996 byl zvolen husovickým kurátorem a byl jím do roku 2020. Od poloviny 90. let také organizoval seniorátní presbyterní konference a pracoval v odboru pro práci s laiky. V letech 2003–2015 byl seniorátním kurátorem Brněnského seniorátu. Je také ordinovaným presbyterem (ordinován byl v březnu 2015). V květnu 2015 byl synodem zvolen do úřadu synodního kurátora, funkci vykonával od listopadu 2015 do listopadu 2021; v rámci synodní rady měl na starost hlavně organizačně-správní a hospodářské otázky, Diakonii a církevní rekreační střediska.
Je ženatý, má dva dospělé syny a jednu vnučku.